# زویدات
زویدات، روستایی از توابع بخش مرکزی شهرستان خرمشهر در استان خوزستان ایران است.

## جمعیت
این روستا در دهستان حومه شرقی قرار داشته و براساس آخرین سرشماری مرکز آمار ایران که در سال ۱۳۸۵ صورت گرفته، جمعیت آن ۳۳ نفر (۶ خانوار) بوده‌است.